# Édouard Pailleron

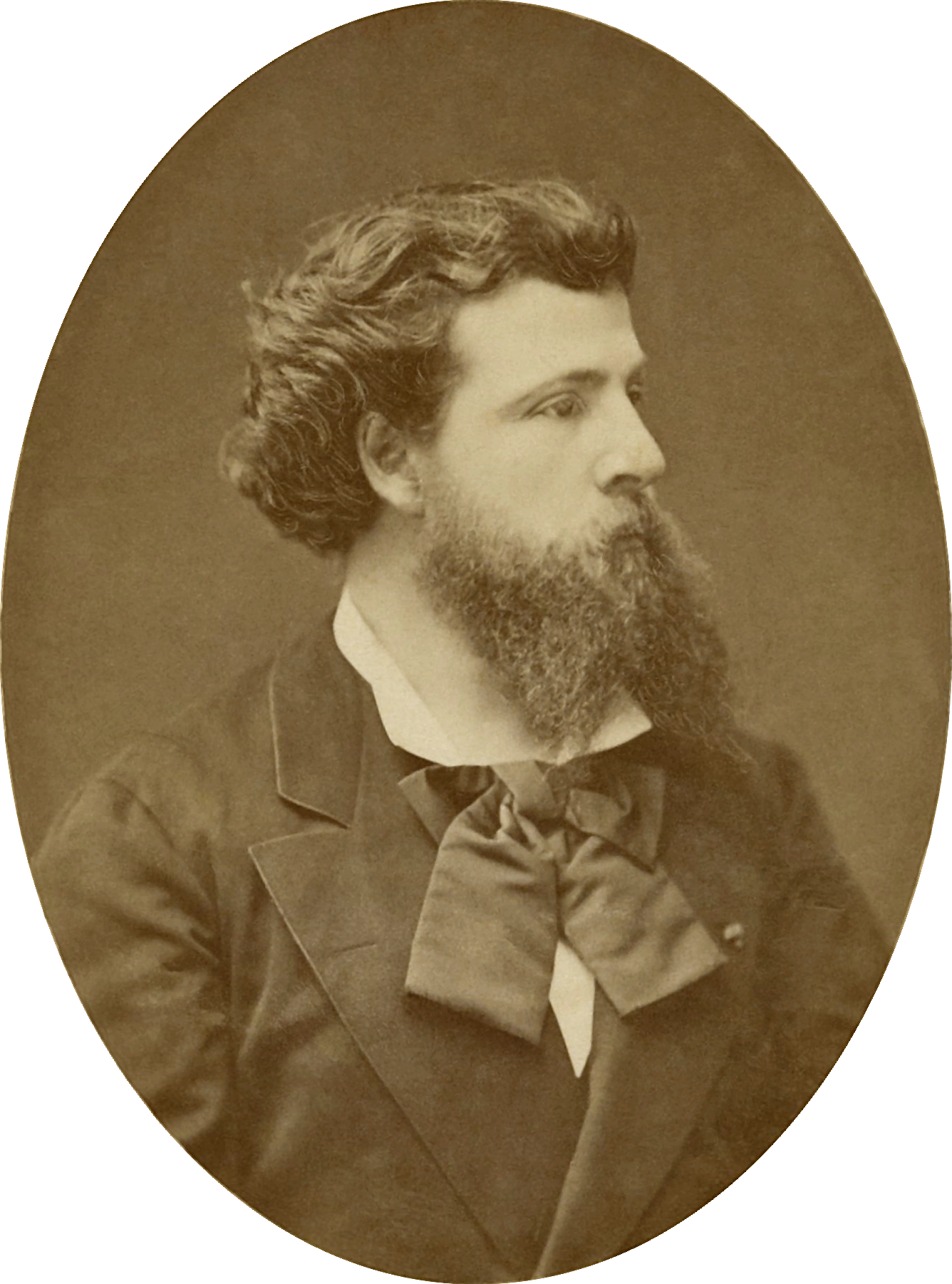
Édouard Pailleron (1834–1899), französischer Autor, Dichter und Journalist.

Édouard Pailleron (* 17. September 1834 in Paris; † 19. April 1899 ebenda) war ein französischer Dichter, Lustspielautor und Mitglied der Académie française.

## Leben
Pailleron, dessen Eltern aus Lyon stammten, wuchs in Paris auf, studierte Rechtswissenschaft und war kurzzeitig Anwalt. Dann war er für zwei Jahre Dragoner. Schließlich ging er auf Reisen. Durch die Bekanntschaft mit dem von Baudelaire gelobten Lyoner Chansonnier Pierre Dupont (1821–1870) kam er zur Dichtung und veröffentlichte ab 1860 Gedichte, vor allem aber mit großem Erfolg zahlreiche Lustspiele, die ihm 1882 den Sitz Nr. 12 in der Académie française verschafften. Er starb 1899 im Alter von 65 Jahren.
Édouard Pailleron war der Schwiegersohn des Pressemagnaten François Buloz. Er war der Vater der Schriftstellerin Marie-Louise Pailleron. In Paris ist eine Straße nach ihm benannt. Seine Büste steht im Parc Monceau.

## Werke (Auswahl)

### Theater
- Petite Pluie. 1875.
  - (deutsch) Sprühregen. Lustspiel. Dresden 1886.
- L’Étincelle. 1879.
- (deutsch) Der zündende Funke. Lustspiel in 1 Akt. Wien 1887.
- Le Monde où l’on s’ennuie. 1881.
  - (deutsch) Die Welt, in der man sich langweilt. Lustspiel in 3 Aufzügen. Reclam, Leipzig 1894. Hendel, Halle an der Saale 1913.
- La Souris. 1887.
  - (deutsch) Die Maus. 1889.
- Théâtre complet. 4 Bde. Calmann-Lévy, Paris 1909–1912.

### Dichtung
- Les Parasites. 1860.
- Amours et haines. Calmann-Lévy, Paris 1889.